# Il favoloso mondo di Amélie
Il favoloso mondo di Amélie (Le Fabuleux Destin d'Amélie Poulain) è un film del 2001 diretto da Jean-Pierre Jeunet.
Il film, che ha come interpreti principali Audrey Tautou e Mathieu Kassovitz, venne distribuito nelle sale cinematografiche francesi il 25 aprile 2001 e arrivò in quelle italiane il 25 gennaio dell'anno successivo.

## Trama

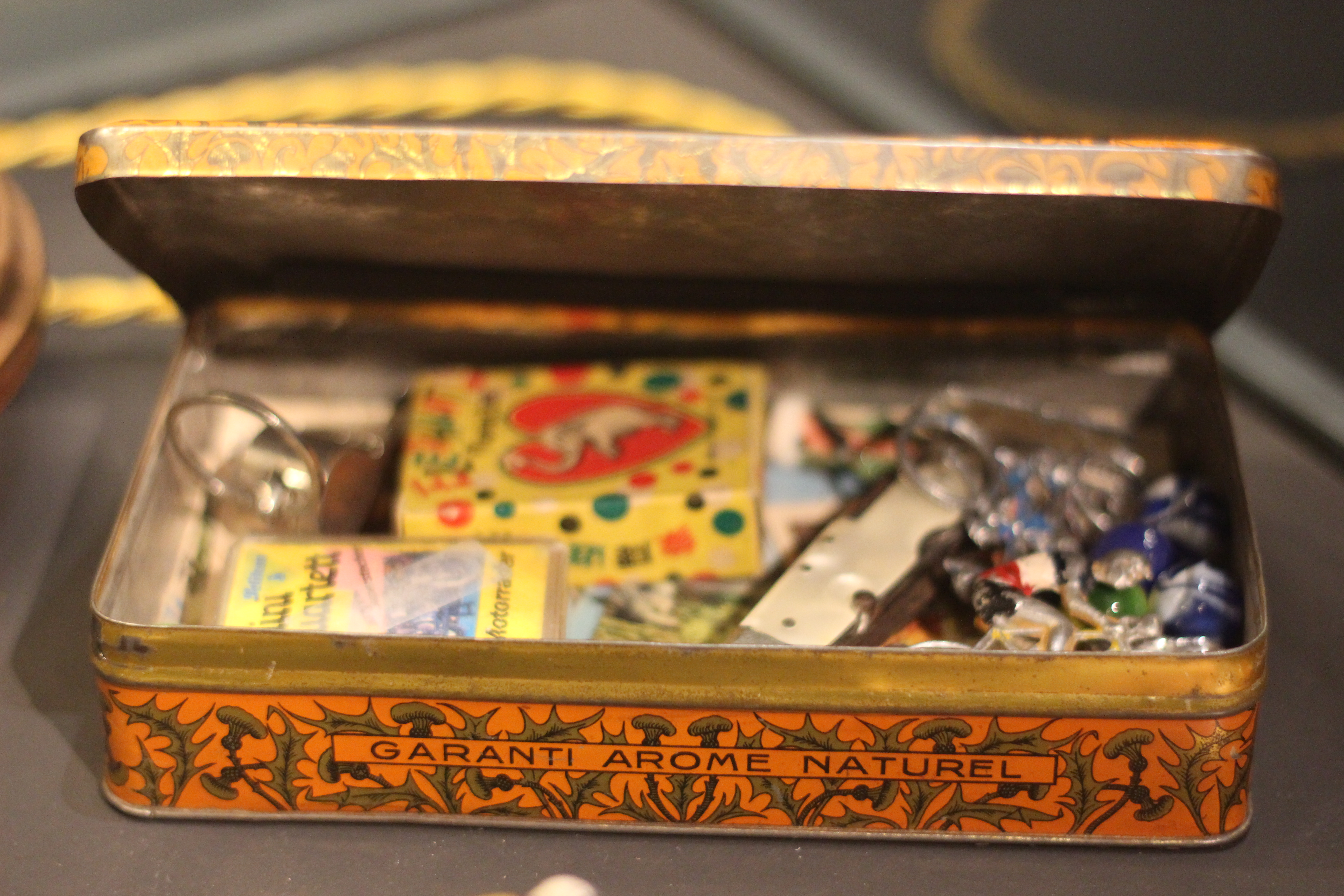
La scatola dei giocattoli di Dominique Bretodeau esposta al Musée Miniature et Cinéma di Lione.

Parigi, 1997. La giovane Amélie Poulain si guadagna da vivere lavorando come cameriera in un bar di Montmartre, il "Café des 2 Moulins", e la sua vita trascorre serena tra alcune visite all'anziano padre vedovo e alcuni piacevoli passatempi, come spezzare la crosta della crème brûlée col cucchiaino, affondare le dita nei legumi, far rimbalzare i sassi sul Canal Saint-Martin e diversi altri.
La sera in cui muore la principessa Diana, Amélie trova per caso una scatoletta dietro una piastrella di un muro del suo appartamento (avendo rotto la piastrella in quanto ci è caduto contro il tappo di un flacone). Aprendola, con grande stupore, vi trova al suo interno dei piccoli ricordi e giocattoli e capisce che molto probabilmente la scatoletta è stata nascosta lì decenni prima da un bambino che abitava nello stesso appartamento.
Amélie cerca di ottenere informazioni per scoprire a chi sia appartenuta la scatola, e dopo lunghe ricerche riesce ad ottenere il nome che le serve: Dominique Bretodeau. Amélie inizialmente comprende il cognome in modo errato ("Bredoteau" anziché "Bretodeau") e rintraccia alcuni abitanti di Parigi che portano tale cognome, tra cui un ragazzo molto giovane, una signora ed infine un uomo di cui si sta svolgendo il funerale. Interviene in suo soccorso, a farle notare l'errore, "l'uomo di vetro", un pittore vicino di casa di Amélie il cui vero nome è Raymond Dufayel, che deve il suo soprannome a una malattia congenita che fa sì che le sue ossa tendano a fratturarsi con una facilità anormale; per questo motivo non esce quasi mai di casa (facendosi consegnare la spesa a domicilio) e nella sua dimora tutto è imbottito per evitare di sbatterci contro.
Amélie riesce a consegnare la scatoletta al suo originario proprietario senza farsi scoprire con uno stratagemma: nasconde la scatola in una cabina telefonica di una strada dove ha scoperto che l'uomo ha l'abitudine di passare e lo attira facendo squillare il telefono. L'uomo ritrova i momenti della sua infanzia, ormai dimenticati da tempo, e rimane molto scosso. Entrando casualmente nello stesso bar dove si trova Amélie, le racconta cosa gli è accaduto, ignaro che sia lei l'artefice di ciò, spiegando di essere colpito da quanto velocemente sia trascorsa la sua vita ed aggiungendo che vorrebbe provare a ricucire i rapporti con la figlia, con cui non parla da anni, e il nipote, che non ha mai visto.
Amélie rimane profondamente colpita dalla reazione di Bretodeau e decide, dopo una notte insonne, di dedicare il suo tempo a cercare di correggere gli aspetti negativi delle vite di chi ha intorno: aiuta un uomo cieco ad attraversare la strada e poi lo accompagna per un tratto descrivendogli tutto ciò a cui passano vicino; con l'aiuto di un'amica hostess fa credere al padre, che dalla morte della moglie è sempre più chiuso in se stesso, che il nano da giardino a cui l'uomo è molto affezionato stia girando il mondo in vacanza (viene in realtà portato in viaggio in vari luoghi dalla hostess); alla portinaia del suo palazzo, che ha perso il marito dopo una fuga romantica di lui con l'amante, fa pervenire una lettera - un collage creato utilizzando pezzi di lettere originali dell'uomo alla donna - che sembra andata perduta nel passato, dalla quale sembra che, prima di morire, il marito abbia disperatamente cercato di mettersi in contatto con lei; organizza dei pesanti scherzi a un crudele fruttivendolo che tormenta e insulta continuamente il suo garzone, facendogli credere di essere impazzito; riesce a far innamorare una sua collega, rassegnata a una vita da single, di un geloso e ossessivo frequentatore del bar; diffonde in tutta la città le frasi dell'amico Hipolito, uno scrittore fallito anche lui cliente del "Café des 2 Moulins", recitandole al controllore del treno o scrivendole sui muri.
Durante le sue attività, inoltre, Amélie incontra casualmente Nino Quincampoix, un ragazzo che per hobby colleziona fototessere mal riuscite che sono state gettate via (perlustrando le macchine per fototessere di tutte le stazioni ferroviarie parigine), e se ne è innamorata. La seconda volta che Amélie vede il giovane che raccoglie foto, mentre lei tenta di avvicinarsi, lui scatta improvvisamente all'inseguimento di un uomo, perdendo dal motorino una borsa che contiene l'album con la collezione delle fototessere. Nel cercare di restituirlo all'amato Nino, Amélie si impegna anche a risolvere "il mistero delle fototessere", cioè cercare di comprendere l'identità di un uomo che, sistematicamente e con la stessa espressione vuota, si scatta delle fototessere in tutti gli apparecchi di tutte le stazioni per poi gettarle subito via.
Costui era la persona inseguita da Nino quando ha perso il suo album: si rivelerà essere solo un manutentore delle macchine delle foto, che scattava foto di prova. A causa di alcuni malintesi, Amélie, ingelosita, non vuole più essere avvicinata da Nino, e sarà un messaggio in videocassetta lasciatole dall'"Uomo di vetro" a farle cambiare idea, portandola alla decisione più importante della sua vita: fare del bene anche a se stessa, quindi unirsi a Nino da cui è fatalmente attratta, anche per le affinità che hanno reso in un certo senso "parallele" le complicate infanzie dei due giovani sognatori, come è spiegato dalla voce narrante fuori campo, una sorta di protagonista senza volto di quest'opera cinematografica. Alla fine i due riusciranno finalmente a trovarsi e a mettersi insieme.

## Produzione

### Cast
Il regista ha raccontato di aver scritto il film con l'intenzione di affidare il ruolo di protagonista all'attrice inglese Emily Watson; infatti, nel copione originario, Amélie era una ragazza inglese. L'attrice fu però in difficoltà a recitare in francese, quindi Jeunet mise in dubbio la sua prima scelta. Anche la Watson non era convinta delle proprie capacità e quando Robert Altman le propose di girare Gosford Park accettò di buon grado, lasciando il film di Jeunet. Il regista riscrisse quindi la parte per un'attrice francese in modo da non avere problemi simili e, dopo un'audizione andata a buon fine, diede il ruolo alla giovane Audrey Tautou.

### Riprese

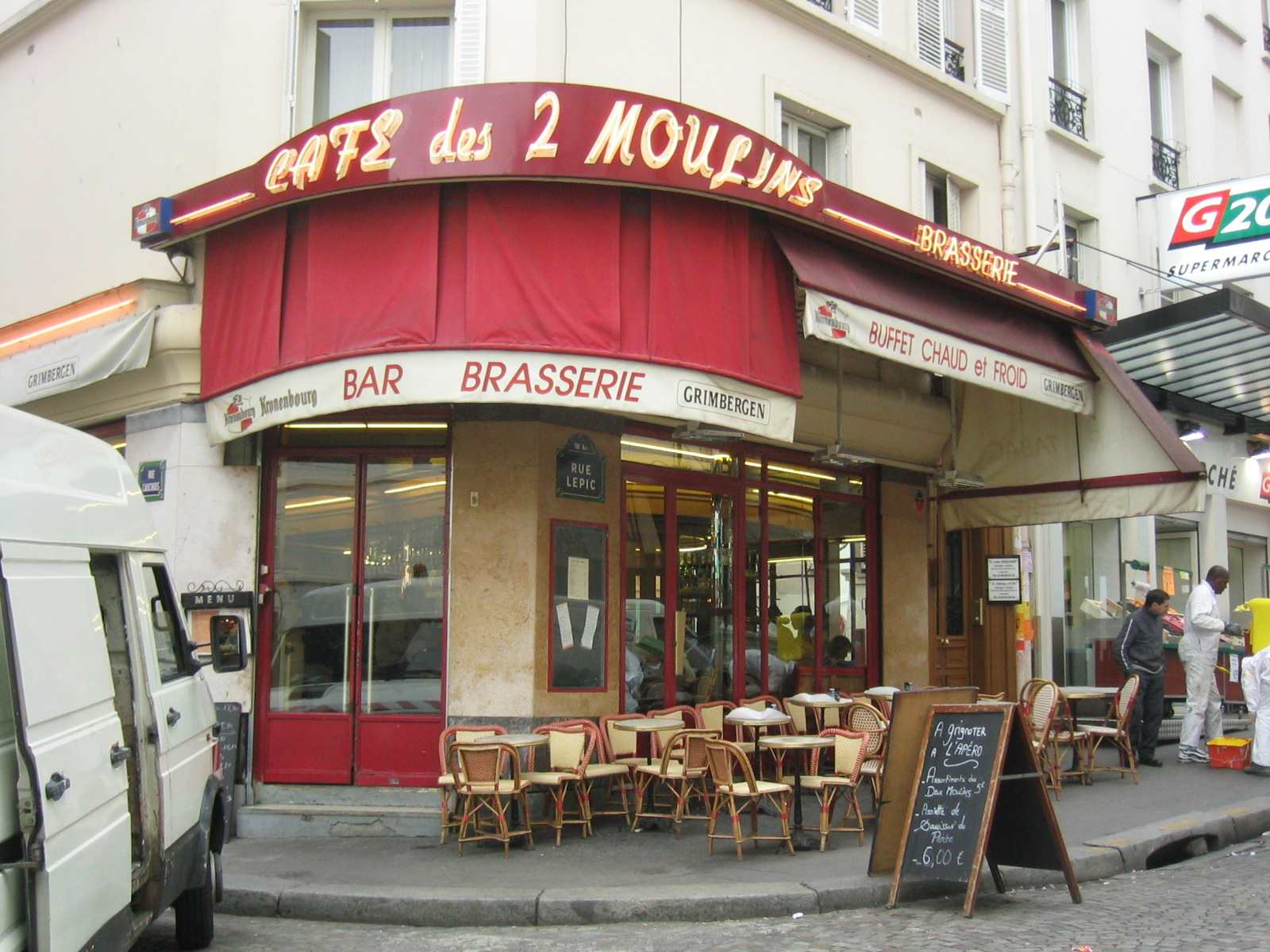
Il "Café des 2 Moulins"

Le scene di interni sono state girate ai Coloneum Studio di Colonia, in Germania, quelle in esterno in Francia, quasi tutte a Parigi. L'unica eccezione è data dalle sequenze ambientate nella casa del padre di Amélie, che furono girate nel piccolo paese di Eaubonne, nel dipartimento di Val-d'Oise, a pochi chilometri dalla capitale francese. Le stazioni ferroviarie parigine utilizzate nel film sono la stazione di Parigi Lione, la stazione di Parigi Est e la stazione di Parigi Nord.
Jeunet non volle realizzare appositamente in studio il bar in cui lavorava la protagonista, preferendo riprendere un locale realmente esistente. Rimasto colpito dal Café des 2 Moulins, vi si recò personalmente a chiedere il permesso per girarvi il film. Il locale in quel periodo versava in una difficile situazione finanziaria, ma dopo l'uscita della pellicola fu preso d'assalto dai residenti e dai fan del film e gli incassi dovuti a ciò lo salvarono dalla chiusura. Il Café si trova nel quartiere parigino di Montmartre, al numero 15 di rue Lepic, nel diciottesimo arrondissement, ed è raggiungibile dalle fermate della metropolitana di Abbesses e Blanche. Il negozio di frutta e verdura del signor Collignon, che si trova in Rue des Trois Frères, nei pressi del Café, ha beneficiato anch'esso del successo riscosso dal film.

## Colonna sonora

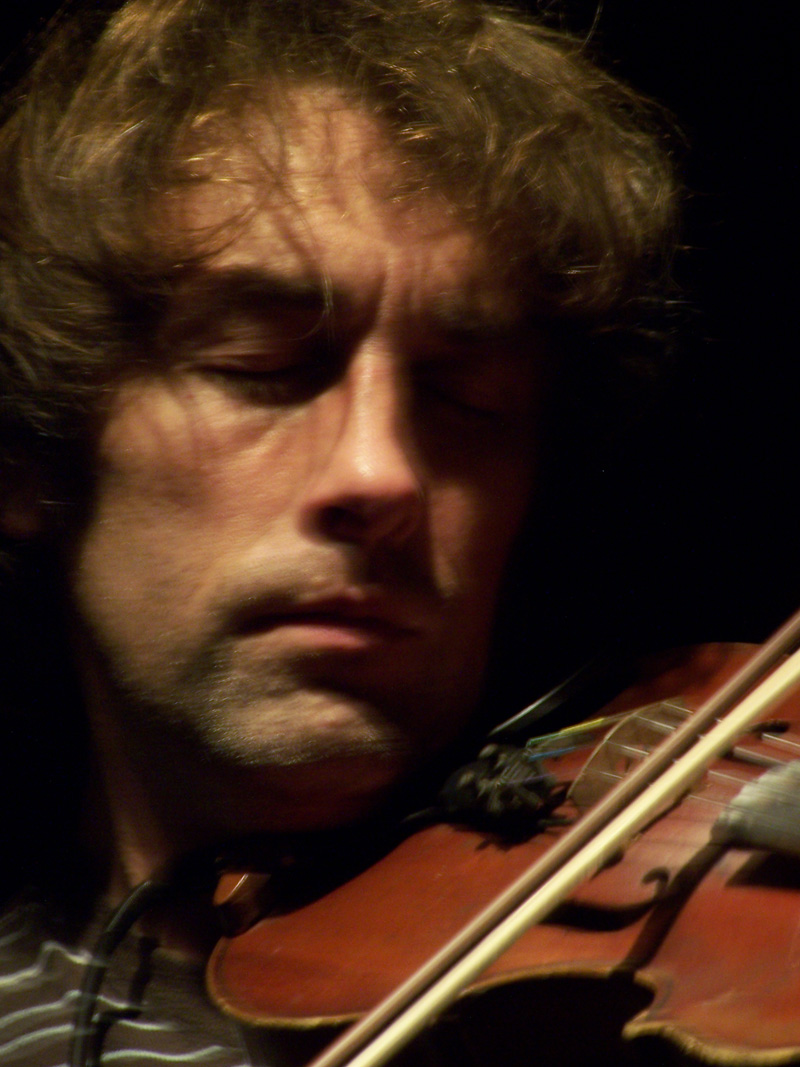
Yann Tiersen, autore della colonna sonora originale

La colonna sonora è stata composta da Yann Tiersen ed è stata pubblicata su CD, ottenendo un grande successo di vendite internazionale. In Canada vinse il disco di platino nel 2005.

## Distribuzione

### Data di uscita
| Date di uscita internazionali | Date di uscita internazionali | Date di uscita internazionali       |
| Paese                         | Data                          | Titolo                              |
| ----------------------------- | ----------------------------- | ----------------------------------- |
| Francia                       | 25 aprile 2001                | Le Fabuleux destin d'Amélie Poulain |
| Belgio                        | 25 giugno 2001                | Le Fabuleux destin d'Amélie Poulain |
| Regno Unito                   | 12 agosto 2001                | Amelie                              |
| Germania                      | 16 agosto 2001                | Die Fabelhafte Welt der Amelie      |
| Stati Uniti                   | 3 ottobre 2001                | Amélie                              |
| Spagna                        | 19 ottobre 2001               | Amélie                              |
| Paesi Bassi                   | 6 dicembre 2001               | Le Fabuleux Destin d'Amélie Poulain |
| Italia                        | 25 gennaio 2002               | Il favoloso mondo di Amélie         |

## Accoglienza

### Incassi

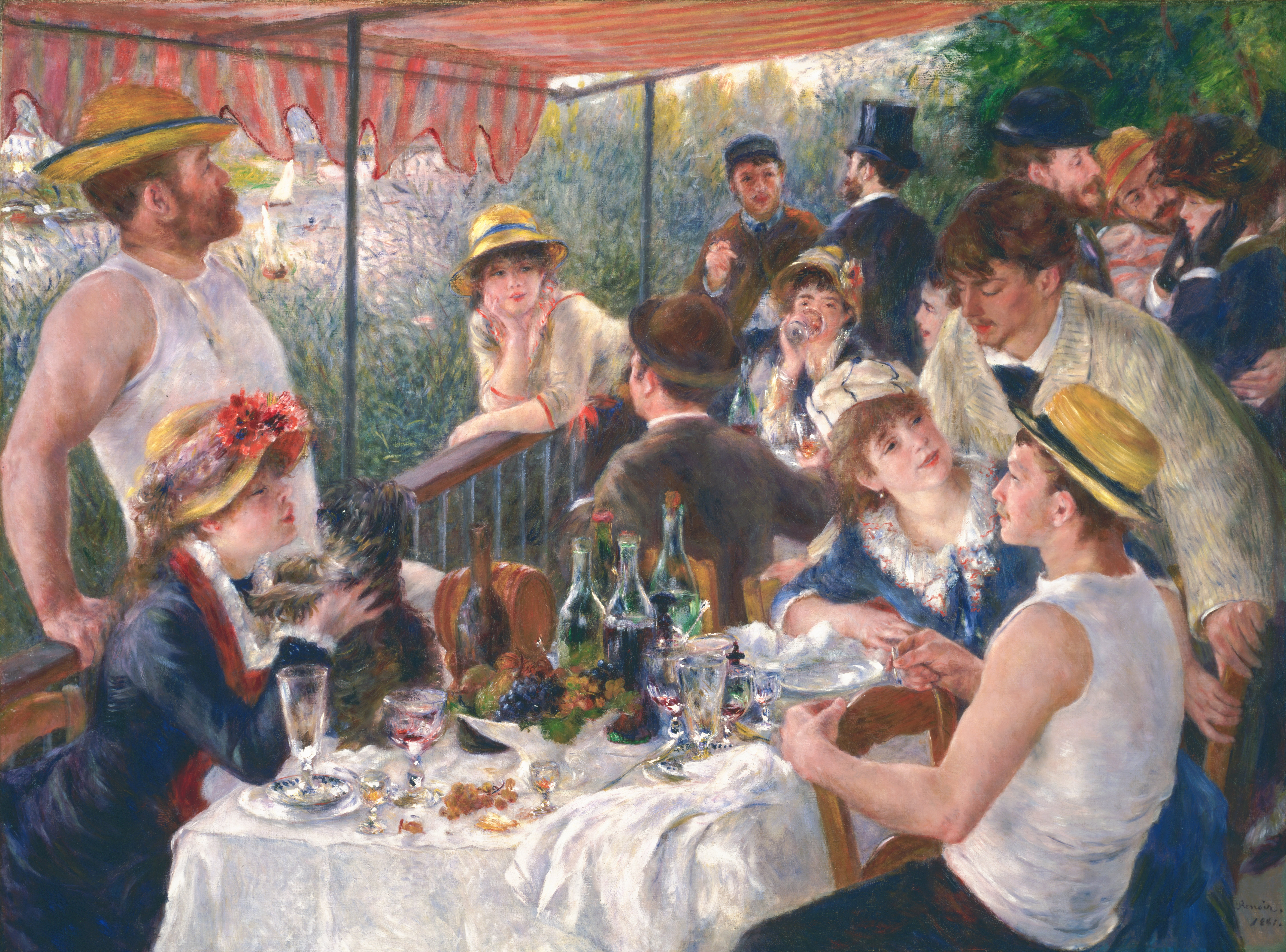
Nel film appare anche il quadro di Renoir La colazione dei canottieri

In Europa il film ebbe un successo straordinario, in Francia uscì il 25 aprile 2001 attirando nelle sale cinematografiche oltre 8 milioni di spettatori per un incasso totale superiore ai 40 milioni di € (a fronte di un budget di 11400000 €) battendo la concorrenza dei colossal americani e diventando il film più visto dell'anno. In Italia il film debuttò il 25 gennaio 2002 incassò oltre 8 milioni di euro classificandosi tra le prime venti posizioni della classifica annuale di incassi. In tutti i paesi europei il successo fu più o meno vistoso (7800000 € in Spagna e oltre 4 milioni di sterline nel Regno Unito), fuori dai confini nazionali il successo maggiore si ebbe in Germania, con oltre 3 milioni di spettatori e circa 18 milioni di incasso.
Il film venne proiettato anche in 303 schermi negli USA ed ebbe un buon successo incassando 33201661 $, riscuotendo comunque un grandissimo successo da parte della critica e diventando il quinto film straniero più visto negli USA. Globalmente il film ha incassato 173.921.954 $, diventando il ventiquattresimo film più visto al mondo in tutto l'anno solare 2001 (il primo tra i film non di produzione USA).

### Critica
La rivista cinematografica Empire ha messo Il favoloso mondo di Amélie al secondo posto nella classifica "The 100 Best Films Of World Cinema", ovvero una classifica dei migliori film in lingua non inglese. Alan Morrison, critico della rivista, ha dato al film cinque stelle, e ha dichiarato: "Questo è sicuramente uno dei capolavori dell'anno, che è sulla linea di Cyrano De Bergerac e de Il postino, è un film bizzarro, ma che potrebbe surclassarli tutti".
Su Rotten Tomatoes, il film ha il 90% di critiche positive, basato su 231 recensioni, con un punteggio di 8,1 su 10. I critici del sito hanno dichiarato: "Il favoloso mondo di Amélie è un film che ti fa sentire bene, e Audrey Tautou è meravigliosa, elegante ed è una fantastica eroina".
Su Metacritic, il punteggio del film è stato di 69 su 100, basato su 31 commenti quasi del tutto positivi.
Paul Tatara della CNN ha lodato Il favoloso mondo di Amélie per la sua natura spensierata. Nella sua recensione ha scritto: "È un film bizzarro, e spesso incantevole; la prima ora in particolare è piena di scene esilaranti".
È al 100º posto della lista Top 250 di IMDb, la lista stilata dalla media dei voti degli utenti del sito, ha una media voti di 8,3.
Secondo una statistica stilata da Unifrance è il secondo film in lingua francese di maggior successo a livello mondiale (il primo è Quasi amici - Intouchables).

## Riconoscimenti
Il film ha ricevuto una considerevole quantità di premi e nomination nei vari festival internazionali del cinema. Al Festival Internazionale del cinema di Karlovy Vary del 2001 Vinse il Grand Prix - Crystal Globe.
- 2002 - Premio Oscar
  - Candidato al Miglior film straniero (Francia)
  - Candidato alla Migliore sceneggiatura originale a Jean-Pierre Jeunet e Guillaume Laurant
  - Candidato alla Miglior fotografia a Bruno Delbonnel
  - Candidato alla Miglior scenografia a Aline Bonetto e Marie-Laure Valla
  - Candidato al Miglior sonoro a Vincent Arnardi, Guillaume Leriche e Jean Umansky
- 2002 - Golden Globe
  - Candidato al Miglior film straniero (Francia)
- 2002 - Premio BAFTA
  - Migliore sceneggiatura originale a Jean-Pierre Jeunet e Guillaume Laurant
  - Miglior scenografia a Aline Bonetto
  - Candidato al Miglior film straniero (Francia)
  - Candidato alla Miglior regia a Jean-Pierre Jeunet
  - Candidato per la Miglior attrice protagonista a Audrey Tautou
  - Candidato al Miglior montaggio a Hervé Schneid
  - Candidato alla Miglior fotografia a Bruno Delbonnel
  - Candidato alla Miglior colonna sonora a Yann Tiersen
- 2001 - European Film Awards
  - Miglior film
  - Miglior regia a Jean-Pierre Jeunet
  - Miglior fotografia a Bruno Delbonnel
  - Candidato per la Miglior attrice a Audrey Tautou
- 2002 - Premio César
  - Miglior film
  - Miglior regia a Jean-Pierre Jeunet
  - Miglior scenografia a Aline Bonetto
  - Miglior colonna sonora a Yann Tiersen
  - Candidato per la Miglior attrice protagonista a Audrey Tautou
  - Candidato al Miglior attore non protagonista a Jamel Debbouze
  - Candidato al Miglior attore non protagonista a Rufus
  - Candidato per la Miglior attrice non protagonista a Isabelle Nanty
  - Candidato alla Miglior sceneggiatura originale a Jean-Pierre Jeunet e Guillaume Laurant
  - Candidato alla Miglior fotografia a Bruno Delbonnel
  - Candidato al Miglior montaggio a Hervé Schneid
  - Candidato ai Migliori costumi a Madeline Fontaine
  - Candidato per il Miglior sonoro a Vincent Arnardi, Gérard Hardy e Jean Umansky
- 2002 - Guldbagge
  - Miglior film straniero